# NGC 7513
NGC 7513 is een balkspiraalstelsel in het sterrenbeeld Beeldhouwer. Het hemelobject werd op 24 september 1864 ontdekt door de Duitse astronoom Albert Marth.

## Synoniemen
- ESO 469-22
- MCG -5-54-23
- UGCA 437
- AM 2310-283
- IRAS 23105-2837
- PGC 70714